# 2004年全米オープン (テニス)
2004年 全米オープン（2004ねんぜんべいオープン、US Open 2004）は、アメリカ・ニューヨークマンハッタンにある「USTAナショナル・テニスセンター」にて、2004年8月30日から9月12日にかけて開催された。

## シニア

### 男子シングルス
ロジャー・フェデラー def.  レイトン・ヒューイット, 6–0, 7–6(3), 6–0
- フェデラーは、2004年度の4大大会で全豪オープン、ウィンブルドンに続く年間3冠を獲得。男子テニス界での4大大会年間3冠獲得は、1988年のマッツ・ビランデル（スウェーデン）以来16年ぶりの偉業達成となった。（1988年のビランデルは全豪オープン・全仏オープン・全米オープンで優勝している。

### 女子シングルス
スベトラーナ・クズネツォワ def.  エレーナ・デメンチェワ, 6-3, 7-5
- 2大会前の全仏オープンに続いて「ロシア人同士の決勝」が行われ、クズネツォワが初優勝。2004年度の4大大会女子シングルスは、全仏オープン優勝者アナスタシア・ミスキナ、ウィンブルドン優勝者マリア・シャラポワに続き「3大会連続」でロシア人の女子選手が優勝した。

### 男子ダブルス
マーク・ノールズ /  ダニエル・ネスター def.  リーンダー・パエス /  デビッド・リクル, 6–3, 6–3

### 女子ダブルス
ビルヒニア・ルアノ・パスクアル /  パオラ・スアレス  def.  スベトラーナ・クズネツォワ /  エレーナ・リホフツェワ, 6–4, 7–5

### 混合ダブルス
ボブ・ブライアン /  ベラ・ズボナレワ def.  トッド・ウッドブリッジ /  アリシア・モリク, 6–3, 6–4

## ジュニア

### 男子シングルス
アンディ・マレー def.  セルジー・スタホフスキー, 6–4, 6–2

### 女子シングルス
ミハエラ・クライチェク def.  ジェシカ・カークランド, 6–1, 6–1

### 男子ダブルス
ブレンダン・エバンズ /  Scott Oudsema def.  アンドレアス・ベック /  Sebastian Rieschick, 4–6, 6–1, 6–2

### 女子ダブルス
マリナ・エラコビッチ /  ミハエラ・クライチェク def.  Mădălina Gojnea /  モニカ・ニクレスク, 7–6(4), 6–0